# Ласич, Франо
Фра́но Ла́сич (хорв. Frano Lasić, род. 12 ноября 1954 года, Риека, Хорватия, Югославия) — хорватский киноактёр и эстрадный певец. Снялся более чем в 60 фильмах и сериалах, отечественных и зарубежных (большей частью в фильмах стран бывшей Югославии). Лауреат множества наград музыкальных и кинофестивалей.
Является членом DFRH (Хорватские работники кино) с 1978 года; имеет статус независимого художника в ZUH (Общество хорватских художников).

## Биография

### Ранний период
Родился 12 ноября 1954 года в хорватском портовом городке Риеке. Начальную и среднюю школу закончил в городе Дубровнике; здесь же закончил и музыкальную школу (отделение гитары). Еще в старших классах увлекся сценой: играл в дубровницком театре «Марин Држич», вначале являясь внештатным, а позднее став постоянным сотрудником театрального коллектива. После школы поступил на машиностроительный факультет (морское инженерное дело), который окончил в 1978 году, хотя в дальнейшем никогда не работал по специальности.

### Актерская карьера
В 1978 году снялся в роли Нико в полнометражном фильме «Оккупация в 26 картинках» режиссёра Лордана Зафрановича. В том же году фильм был представлен на фестивале в Каннах, где Ласич получил награду за лучшую реализацию мужской роли, после чего Франо решил всецело посвятить себя актерскому мастерству.
Наиболее заметную роль Ласич сыграл в 1982 году в фильме «Циклоп» режиссёра Антуна Врдоляка, снятого по одноимённому роману хорватского писателя Ранко Маринковича. В этом фильме Франо Ласич сыграл театрального критика Мелькиора Тресича, представителя богемной и интеллектуальной среды Загреба, беспокойного интеллектуала, думающего о судьбах мира накануне Второй мировой войны.
В 1984 году он Франо получил стипендию Фулбрайта за свои работы в фильмах и отправился в Калифорнийский университет Лос-Анджелеса, где в течение семи лет обучался кинопроизводству по специализации актерское мастерство. Проживая в США, познакомился со многими людьми из шоу-бизнеса и основал фирму «Евро-фильм продакшн сервисиз» (услуги для кино- и телекомпаний); некоторое время проживал в Англии и Австрии. После возвращения на родину продолжил кинобизнес.
Фильм «Случай Хармса», с которым Ласич представлял Югославию на Каннском кинофестивале в конце восьмидесятых, получил многочисленные награды на фестивалях по всему миру.
С начала 2000-х играл в сериалах «Вилла Мария», «Обычные люди», «Долина Солнца», «Запрещенная любовь». Снялся в таких популярных сериалах, как «Деревня в огне и бабушка расчесывает волосы», «Будва в пене морской», «Битанж и принцессы», «Записная книжка профессора Мишковича» и в других.
В августе 2021 года на кинофестивале в Сараево состоялась мировая премьера фильма молодого режиссера и сценариста из Черногории Душана Касалицы «Элегия любви» (хорв. Elegija lovora), в котором Франо сыграл главную роль.
В 2022 году Ласич снялся в кинофильме «Лето, когда я научился летать» (хорв. Leto kada sam načila da letim).

### Музыкальная карьера
У Ласича была короткая, но яркая музыкальная карьера. В 1983 году выступил на фестивале поп-музыки в Сплите с песней Жело Юсича «Обнял» (хорв. Zagrljeni), которая стала хитом. Кроме того, его песня «Я люблю тебя, дурачок» (хорв. Volim te, budalo mala ) стала победителем Загребского фестиваля. Также в 1983 певец выпустил диск «Франо Ласич» (хорв. «Frano Lasić»), в который, помимо этих хитов, включил ещё один свой хит — «Доброе утро» (хорв. Dobro jutro).
В 1984 году Ласич совместно с композитором Джело Юшичем записал пластинку «Почему так страстно», завоевав серебряный, золотой и платиновый музыкальные диски Югославии. А в 1985 году Франо получил звание «самого популярного человек в шоу-бизнесе Югославии».
В 2001 выпустил музыкальный CD-альбом «Zagrljeni».

### Частная жизнь
- Первый брак: с Майей Никшич есть сын Янко (1982), и, несмотря на распад брака, Франо остался с ними в хороших отношениях.
- Второй брак: В 1983 женился на Лиляне из Белграда, но этот союз продлился всего 21 день.
- Третий брак: В 1993 году женился на словацкой модели Живе Ступник, от которой родились дочь Лина (1996) и сын Лука (1998)[4].
- Четвёртый брак: 10 мая 2015 года избранницей 60-летнего Франо стала 30-летняя художница Милена Матич[4][5], с которой имеет общего сына — Николаса (2019).
- Мать Франо Ласича умерла в сентябре 2023 года в возрасте 99 лет. Жила в Хорватии, в городе Дубровнике.

Проживает с семьёй в Белграде, даёт концерты в Белградском молодежном центре, городе Нови Сад, занимается благотворительностью. Страстный моряк, часто ходит в плавание со своими детьми; любит дайвинг, а также лыжи и теннис.

## Фильмография

### На телевидении
| Год       |    | Русское название                            | Оригинальное название               | Роль                                        |
| --------- | -- | ------------------------------------------- | ----------------------------------- | ------------------------------------------- |
| 1982      | тф | Джек Холборн                                | Jack Holborn                        | Боцман                                      |
| 1983      | тф | Ветры войны                                 | The Winds of War (miniseries)       |                                             |
| 1983      | тф | Циклоп                                      | Kiklop                              | Мелькиор Тресич / англ. Melkior Tresic      |
| 1988      | тф | Счастливая странница                        | The Fortunate Pilgrim               | Доктор Эшен / англ. Dr. Eschen              |
| 1988      | тф | Грязная дюжина (сериал)                     | Dirty Dozen: The Series             | Штайнмец / Steinmetz                        |
| 1998—1998 | с  | Семейное дело                               | Obiteljska stvar                    | Горан Надалли / Goran Nadalli               |
| 2003      | тф | Лисица                                      | Lisice                              | Гинеколог                                   |
| 2004      | тф | Черная хроника                              | Crna hronika                        | Джефф / Jeff                                |
| 2004—2005 | с  | Вилла Мария                                 | Villa Maria                         | доктор Андрей Посавец / Dr. Andrija Posavec |
| 2007      | тф | Обычные люди                                | Obicni ljudi                        | Никола Лончариц / Nikola Loncaric           |
| 2004—2008 | с  | Запрещенная любовь                          | Zabranjena ljubav                   | Маринко Ружич / хорв. Marinko Ružić         |
| 2009      | тф | Битанж и принц                              | Bitange i princeze                  | Коронель / хорв. Сoronel                    |
| 2009      | тф | Танцы со звездами                           | Ples sa zvijezdama                  | Франо Лиц / хорв. Frano Lić                 |
| 2010      | тф | Долина солнца                               | Dolina sunca (telenovela)           | Тони Герцег / хорв. Toni Herceg             |
| 2011—2012 | с  | Роза ветров                                 | Ruža vjetrova (televizijska serija) | Миливой Матошич / хорв. Milivoj Matošić     |
| 2013      | тф | Звездара                                    | Звездара (ТВ серија)                | Министр Йожич / серб. ministar Jojić        |
| 2015      | тф | Однажды летней ночью                        | Jedne letnje noci                   | Иво / Ivo                                   |
| 2015      | тф | Будва в пене морской                        | Будва на пјену од мора              | Граф Грациано / серб. grof Graziano         |
| 2016      | тф | Деревня в огне и бабушка расчесывает волосы | Село гори, а баба се чешља          | Франо / серб. Frano                         |
| 2018      | тф | Не ставь на британцев                       | Ne igraj na Engleze                 | Дмитрий / хорв. Dimitrije                   |
| 2020      | тф | Мисс Скарлет и герцог                       | Miss Scarlet and the duke           | Герцог                                      |
| 2021      | тф | Александр Югославский                       | Alexander of Yugoslavia             | Дэвид Ллойд Джордж / David Lloyd George     |
| 2021      | тф | Дневник великий Перице                      | Dnevnik velikog Perice              | Кустос / Kustos                             |
| 2021      | тф | Записная книжка профессора Мишковица        | Beleznica profesora Miskovica       | Вагнер / Vagner                             |
| 2022      | тф | Убийцы моего отца                           | Ubice mog oca                       | Адвокат Жегарац / attorney Zegarac          |

### В кино
| Год  |   | Русское название                | Оригинальное название           | Роль                                   |
| ---- | - | ------------------------------- | ------------------------------- | -------------------------------------- |
| 1978 | ф | Оккупация в 26 картинках        | Okupacija u 26 slika            | Нико / хорв. Niko                      |
| 1980 | ф | Швабица                         | Švabica                         |                                        |
| 1980 | ф | Плот «Медузы»                   | Splav meduze                    | Алекса Ристич / Aleksa Ristić          |
| 1981 | ф | Падение Италии                  | Pad Italije (1981)              | Нико / хорв. Niko                      |
| 1982 | ф | Циклоп                          | Kiklop (film)                   | Мелькиор Тресич / хорв. Melkior Tresić |
| 1982 | ф | Настойчивость                   | Nastojanje                      |                                        |
| 1982 | ф | Сервантес из маленького городка | Servantes iz Malog Mista (1982) |                                        |
| 1983 | ф | В лагере                        | U logoru                        | Шимунич / Šimunić                      |
| 1984 | ф | Ошибка молодости                | Groznica ljubavi                | Отто Мюллер / Oto Müeller              |
| 1985 | ф | Авиатор                         | The Aviator (1985 film)         | Даниэль Хансен / англ. Daniel Hansen   |
| 1987 | ф | Волшебный снеговик              | The Magic Snowman               | Нед / Ned                              |
| 1994 | ф | Случай Хармса                   | Slučaj Harms                    | Даниил Хармс / Danil Harms             |
| 1990 | ф | Роковое небо в роли             | Fatal Sky                       | Берген / Bergen                        |
| 1995 | ф | Ночной дозор                    | Night Watch (1995 film)         |                                        |
| 1998 | ф | Каньон опасных игр              | Kanjon opasnih igara (1998)     | Хорст Келлер / хорв. Horst Keller      |
| 1999 | ф | Сумерки в Дубровнике            | Dubrovački suton (1999)         |                                        |
| 2006 | ф | Затемнение                      | Fade to Black (2006 film)       | Деллер / англ. Dellere                 |
| 2009 | ф | Я верю в ангелов                | Vjerujem u anđele               | Тино / Tino                            |
| 2018 | ф | Нуреев. Белый ворон             | The White Crow                  | Русский официант / ruski konobar       |
| 2021 | ф | Элегия любви                    | Elegija lovora                  | Филипп / Filip                         |
| 2022 | ф | Лето, когда я научилась летать  | Leto kada sam naučila da letim  | Никола                                 |

## Дискография
- «Франо Ласич» («Frano Lasić», Jugoton 1983)[8]
- «Почему так страстно» («Zašto Tako Strasno», Jugodisk 1984)[9]
- «Обнял» («Zagrljeni» CD, Album, T pics, Croatia Records, PGP RTS CD 2138, 2001)